# Conde (Dakota du Sud)
Pour les articles homonymes, voir Condé.
Conde est une ville américaine située dans le comté de Spink, dans l'État du Dakota du Sud.

## Histoire
La ville est fondée en 1886, sur la ligne du North Western Railroad. Les habitants de la région, dont beaucoup étaient d'origine française, souhaitaient un nom français pour leur ville. Elle est ainsi nommée en référence à la maison de Condé. Conde devient une municipalité en 1905.

## Démographie
Selon le recensement de 2010, elle compte 140 habitants. La municipalité s'étend sur 0,56 milles carrés (1,45 km2).
| 1900 | 1910 | 1920 | 1930 | 1940 | 1950 |
| ---- | ---- | ---- | ---- | ---- | ---- |
| 195  | 592  | 544  | 431  | 395  | 409  |

| 1960 | 1970 | 1980 | 1990 | 2000 | 2010 |
| ---- | ---- | ---- | ---- | ---- | ---- |
| 388  | 279  | 259  | 203  | 187  | 140  |